# Ormosia sequoiarum
Ormosia sequoiarum är en tvåvingeart som beskrevs av Alexander 1945. Ormosia sequoiarum ingår i släktet Ormosia och familjen småharkrankar. Inga underarter finns listade i Catalogue of Life.